# Azonnali Fizetési Rendszer
Az Azonnali Fizetési Rendszer (AFR) magyarországi pénzügyi elszámolási rendszer, melynek célja az, hogy Magyarországon 20 millió forint összeghatárig a nap 24 órájában, az év minden napján utalásokat lehessen lebonyolítani magyarországi bankszámlák között, 5 másodperc alatt.
A 2020-ban bevezetett rendszer különlegessége, hogy ellentétben más azonnali fizetési megoldásokkal,  a Magyar Nemzeti Bank (MNB) rendeletben tette kötelezővé a magyarországi bankok számára a szolgáltatást, így már az indulás pillanatától kezdve valamennyi magyarországi banknál igénybe lehetett venni. A rendszer előnye, hogy bankszámlaszám mellett a kedvezményezett mobiltelefonszámának, e-mail-címének, adószámának vagy adóazonosító jelének megadásával is lehet utalni. Ezeket a másodlagos azonosítókat a számlavezető banknál előzetesen egy bankszámlaszámhoz kell rendelni. Az azonnali fizetési szolgáltatás kapcsán létrejövő új alapinfrastruktúra használatával hosszabb távon arra számít az MNB, hogy a bankok pénzügyi applikációkat fejlesztenek. A rendszer jelentősen felgyorsítja a pénz forgási sebességét, így dinamizálja a gazdaságot, ami az egész gazdaságra pozitívan hathat.

## Története
1994-ben indult el az a GIRO Zrt. által üzemeltetett új elszámolási rendszer (Bankközi Klíring Rendszer - BKR), ami lehetővé tette, hogy a korábbi több nap helyett, egyetlen éjszaka is elég volt az átutalások lebonyolításához. 2012-ben vezette be az MNB a napközbeni elszámolást, amellyel már egy napon belül is jóváírták a tranzakciókat, az elszámolási idő átlagosan 4 óra volt. 2015. szeptember 7-étől tovább gyorsultak az átutalások, az eddigi 5 napközbeni elszámolás helyett a bankok már naponta 10 alkalommal küldhették be elszámolásra a tranzakciókat. Ezzel a fejlesztéssel az ügyfelek átutalásai a korábbi átlagosan 2 óra helyett már akár egy óra alatt is megérkezhettek a kedvezményezettek számláira. Egészen 2020-ig hétvégén és éjszaka indított átutalásokat csak másnap számolta el a bank és központi rendszer, az azonnali fizetés ezen változtatott.
Az AFR-t 2015-ben kezdték el tervezni a Magyar Nemzeti Bankban. Több évnyi fejlesztési munkálatokat követően 2017. június 30-án zárult le a projekt tervezési szakasza. Az eredetileg 2019 júliusára tervezett indulási határidőt módosítani kellett, de végül 2020. március 2-án valamennyi Magyarországon működő bank részvételével elindult az AFR, 2020 szeptemberétől pedig a rendszert kiterjesztették a kötegelt utalásokra is, ilyen utalásokat használnak például a nagyobb cégek a bérfizetésekre.

## Nemzetközi kitekintés
Az EKB tanulmánya alapján néhány azonnali fizetési rendszer 2019-ből:
| Bevezető ország | Fizetési rendszer neve    | Bevezetés dátuma | Sebessége (s)                    | Azonnali utalások részaránya | Bevezetés formája |
| --------------- | ------------------------- | ---------------- | -------------------------------- | ---------------------------- | ----------------- |
| Magyarország    | AFR                       | 2020             | max 5                            | kb 50%                       | kötelező          |
| Mexikó          | SPEI                      | 2004             | max 15                           | 28%                          | opcionális        |
| Nagy-Britannia  | Faster Payments           | 2008             | max 15 / nagyobb utalásoknál: 60 | 24%                          | opcionális        |
| Lengyelország   | Elixir, BlueCash, Express | 2012             | max 900                          | 0,3%                         | opcionális        |
| Dánia           | Express Clearing          | 2014             | max 10                           | 32%                          | opcionális        |